# Дом канцлера (здание)
Дом канцлера представляет собой здание, расположенное на улице Фокс, 25, Феррейрасдорп, Йоханнесбург, в котором когда-то была юридическая фирма Нельсона Манделы и Оливера Тамбо. Это место является национальным достоянием.
Здание должно было быть выкуплено Йоханнесбургским фондом доверия наследственности в 2004 году и превратился в центр туризма, с R300  000, предназначенных для строительства туристического центра.
По состоянию на 2008 год, однако, покупка не была завершена и, по сообщениям, здание продолжало разрушаться.
Полная реставрация здания была завершена в мае 2011 года.
Является объектом провинциального наследия с уровнем "А" (наиболее высокий уровень охраны).